# Nicholas Longworth
Nicholas Longworth (16 de enero de 1783 - 10 de febrero de 1863) fue un banquero y vinicultor estadounidense. Fundador de la familia Longworth en Ohio, fue una figura influyente en los inicios de la historia del vino en los Estados Unidos, produciendo vinos espumosos con uva Catawba procedente de sus viñedos en la zona del río Ohio.

## Vida personal
Longworth nació en Newark (Nueva Jersey) en 1783. Se trasladó a Cincinnati en 1804, donde se casó en la víspera de la Navidad de 1807 con Susanna Howell (hija de Silas y de Hannah (Vaughan) Howell), tres años más joven que Longworth. Su villa de estilo neo griego clásico, por entonces situada en el extremo oriental de Cincinnati, es ahora el Museo Taft.
Nicholas estudió leyes asesorado por Jacob Burnet, uno de los primeros millonarios de Cincinnati.

## Productor de vino
Creyendo que Cincinnati era un lugar ideal para el cultivo de la uva, se estableció como viticultor de éxito en las colinas adyacentes a la ciudad. Plantó un viñedo de uva Catawba en la ladera de Monte Adams y comenzó a producir un vino espumoso a partir de sus propias uvas utilizando el método tradicional utilizado en Champaña. Entre las décadas de 1830 y 1850, Longworth llegó a distribuir sus vinos espumosos de uva Catawba desde California hasta Europa, donde recibió numerosos elogios de la prensa. En los años 1850, un periodista del The Illustrated London News observó que el Catawba blanco podía ser comparado favorablemente con los vinos del Rhin; y que el Catawba espumoso "trasciende los Champanes de Francia".
Los vinos también fueron bien recibidos en los Estados Unidos, donde Henry Wadsworth Longfellow publicó una poesía dedicada a Nicholas Longworth titulada Ode to Catawba Wine. La popularidad del vino de Longworth provocó la creación de numerosas plantaciones en el valle del río Ohio; y también hacia el norte, hasta el Lago Erie y la región de Finger Lakes de Nueva York.
Su éxito fue tan grande, que ha sido llamado el padre de la cultura estadounidense de la uva. La marea creciente de inmigrantes alemanes que venían por el valle del Ohio a Cincinnati, apreciaba este tipo de vinos. Longworth había encontrado un mercado lucrativo: los nuevos inmigrantes alemanes querían un vino de mesa asequible y con un mínimo de calidad para continuar con las tradiciones de su tierra natal, y disfrutó de un monopolio virtual. Con su éxito en la elaboración de vinos, participó en donaciones benéficas en todo Cincinnati, incluyendo una notable donación del terreno en el que se construyó el Observatorio de Cincinnati. Además de ser un pionero y experto en horticultura, líder en su sector, fue reconocido como una autoridad en asuntos hortícolas nacionales. Sus escritos, aunque individualmente cortos y ahora anticuados, ejercieron una gran influencia en su día.